# غيونغجونغ ملك غوريو
غيونغجونغ ملك غوريو (ولد في 9 نوفمبر 955 (22 سبتمبر بالتقويم القمري) ومات في 13 أغسطس 981 (11 يوليو بالتقويم القمري)). غيونغجونغ هو ملك سلالة غوريو الخامس، وحكم من سنة 975 إلى سنة 981.
اسمه عند الولادة وانغ جو (왕주 | 王胄)، واسم مجاملته جانغمن (장민 | 長民).

## حياته
غيونغجونغ هو الابن الأكبر للملك غوانغجونغ والذي عينه ولياً للعهد في السنة الأولى من ولادته. في السنة الأولى من حكمه قام بإنشاء نظام جونشغوا. وفي سنواته الأخيرة وفقاً لكتاب غوريوسا (تاريخ غوريو) فإن الملك تجنب السياسة والعائلة الملكية وأخذ يمضي وقته في اللعب مع العوام.

## إنجازاته
أنشأ نظام جونشغوا (بالهانغل: 전시과 | بالهانجا: 田柴科 | حرفياً: نظام تخصيص الأراضي) وهو النظام المصدر لجميع قوانين الأراضي في غوريو فيما بعد. كما قام بتحسين علاقات الصداقة بين غوريو وسلالة سونغ.

## أسرته
- والد الجد: الملك سيجو (고려 세조 | 高麗 世祖).
- والدة الجد: الملكة ويسك من عشيرة هان (위숙왕후 한씨 | 威肅王后 韓氏).
- الجد: الملك تايجو (고려 태조 | 高麗 太祖)، الملك العظيم شنسونغ (신성대왕 | 神聖大王)، وانغ غون (왕건 | 王建).
- الجدة: الملكة شنميونغسنسونغ من عشيرة يو (신명순성왕후 유씨 | 神明順成王后 劉氏).
- الأب: الملك غوانغجونغ (고려 광종 | 高麗 光宗)، الملك العظيم دايسونغ (대성대왕 | 大成大王)، وانغ سو (왕소 | 王昭).
- الأم: الملكة دايموك من عشيرة هوانغ بو (대목왕후 황보씨 | 大穆王后 皇甫氏).
- الزوجات:
  - ملكة: الملكة هونسك من عشيرة كم (헌숙왕후 김씨 | 獻肅王后)، (تاريخ الولادة والوفاة غير معروف)، ابنة غيونغسن ملك شلا من زوجته الأميرة ناغرانغ من عشيرة وانغ.
  - ملكة: الملكة هوني من عشيرة يو (헌의왕후 유씨 | 獻懿王后)، (تاريخ الولادة والوفاة غير معروف)، ابنة نائب الملك منوون من زوجته الملكة منهي.
  - ملكة: الملكة هوناي من عشيرة هوانغ بو (헌애왕후 황보씨 | 獻哀王太后)، (ولدت في 964 وماتت في 1029)، ابنة الملك دايجونغ الأولى من زوجته الملكة سوني، وأنجبت:
    - الابن الأكبر: الملك موكجونغ السابع (목종 | 穆宗)، (ولد في 980 ومات في 1009)، (حكم من سنة 997 إلى سنة 1009).

  - ملكة: الملكة هونجونغ من عشيرة هوانغ بو (헌정왕후 황보씨 | 獻貞王太后)، (ولدت في ؟ وماتت في سنة 992)، ابنة الملك دايجونغ الثانية من زوجته الملكة سوني.
  - ملكة: سيدة القصر دايميونغ من عشيرة يو (대명궁부인 유씨 | 大明宮夫人)، (تاريخ الولادة والوفاة غير معروف)، ابنة الأمير الملكي وونجانغ من زوجته الأميرة هنغبانغ.

## اسمه الكامل بعد الوفاة
- الملك العظيم غيونغجونغ جين سونغموك ميونغهي هونهوا.
- 경종지인성목명혜헌화대왕
- 景宗至仁成穆明惠獻和大王

## التصوير الحديث
- 《الإمبراطورة تشونتشو》 (كي بي إس، بدأ العرض في سنة 2009 وانتهى في سنة 2009، قام بدوره الممثل: تشوي تشول هو، والممثل: تشا جاي دول).